# Faust-Symphonie
Una Sinfonia del Faust in tre studi di Personaggi (Eine Faust-Sinfonie in drei Charakterbildern), o semplicemente La Sinfonia del Faust, è una sinfonia corale scritta dal compositore ungherese Franz Liszt ed è stata ispirata dal dramma di Johann Wolfgang von Goethe, Faust. La Sinfonia fu per la prima volta eseguita a Weimar il 5 settembre 1857, per l'inaugurazione di un monumento a Goethe e a Schiller. Anche se inizialmente fu composto in fretta - gli abbozzi per una Sinfonia del Faust esistono dal 1840 - La Sinfonia del Faust principalmente è stata scritta a Weimar nell'estate del 1854. Il lavoro è poi stato modificato negli anni successivi, con l'inserimento di ottoni e un Chorus Mysticus aggiunto al finale in cui le parole dalla parte II del Faust sono cantate da un coro maschile e da un assolo di tenore a metà del movimento. Inoltre sono stati fatti altri cambiamenti secondari ed importanti. Nel 1880, Liszt ha aggiunto circa dieci battute al secondo movimento.

## Struttura

### Primo Movimento: Faust
- Questo movimento su grande scala (che dura solitamente intorno ai 30 minuti) è una forma-sonata molto allentata con uno sviluppo centrale corto e una ripresa prolungata. Si potrebbe dire che questo movimento rappresenti la sintesi stessa della Sinfonia intera, da molti dei relativi temi e dai motivi che compaiono durante lo sviluppo, modificato e trasformato in vari sensi, un processo di cui Liszt ha acquistato la padronanza ad un livello elevato durante i suoi anni di Weimar. La tonalità di base della Sinfonia (Do maggiore) è già piuttosto offuscata dal tema di apertura composto da arpeggi e da quinte aumentate. Questo tema evoca il Faust tenebroso, un sognatore alla ricerca continua della verità e della conoscenza. Dopo seguirà il cosiddetto tema “di Nostalgia„ introdotto dall'oboe. Alla conclusione di un crescendo lento, compare un tema appassionato e agitato dell'Allegro violento, descrivente l'appetito insaziabile del Faust per i piaceri della vita: questo tema stabilisce un Do minore che minaccia di crollare sotto il peso degli elementi altamente cromatici. Una melodia dell'oboe e del clarinetto rappresenta i piaceri “dolorosi" dell'eroe. L'ultimo tema è pentatonico e risoluto. Da tutti questi elementi Liszt tesse una struttura musicale di crescita e di grandezza, in cui alcuni critici riconoscono l'autoritratto del compositore.

### Secondo Movimento: Gretchen
- Questo tempo lento è esposto nella dolce ed affettuosa, possiamo anche dire femminile, tonalità di Lab maggiore. Seguendo l'introduzione su flauti e clarinetti, ci viene offerta la pura melodia dell'oboe accompagnata dal morbido suono della viola, che esprime l'innocenza di Gretchen. Un dialogo fra il clarinetto e il violino descrive il giocoso passatempo con un fiore, nel tipico "M'AMA", "NON M'AMA". Lei è ossessionata da Faust, e in effetti si può percepire il tema di Faust introdotto progressivamente nella musica, fino a che i due temi formano un appassionato duetto d'amore. Questo momento porta il secondo movimento verso una pacifica e breve ricapitolazione.

### Terzo Movimento: Mefistofele
- Il terzo movimento è il più eccezionale dell'intera Sinfonia. Mefistofele, Satana, non è capace di generare i suoi propri temi e li prende tutti dal Faust del primo movimento e li mutila in distorsioni ironiche e diaboliche. Qui la padronanza di Liszt di metamorfosi tematiche si mostra nella sua massima potenza -  possiamo quindi capire questo movimento come una ricapitolazione modificata di quella prima. La musica è spinta verso il bordo stesso dell'atonalità per mezzo di un alto cromatismo, passaggi ritmici e sezioni fantastiche alla maniera di uno scherzo. Una versione modificata del secondo e del terzo tema di Faust allora genera una fuga infernale. Mefistofele è, tuttavia, privo di potere una volta affrontata l'innocenza di Gretchen, cosicché  il suo tema rimane intatto. Alla fine il coro maschile canta silenziosamente le parole dal "Faust" di Goethe:

  Alles Vergängliche

  Ist nur ein Gleichnis;

  Das Unzulängliche,

  Hier wird’s Ereignis;

  Das Unbeschreibliche,

  Hier ist’s getan;

  Das Ewig-Weibliche

  Zieht uns hinan.